# Боровских, Юрий Александрович
Юрий Александрович Боровских (род. 23 мая 1965) — Заслуженный тренер Республики Казахстан, Мастер спорта СССР международного класса по тяжёлой атлетике.

## Биография
Юрий Александрович Боровских родился 23 мая 1965 года.
Спортом начал заниматься в 1980 году. Во время службы в рядах Советской Армии стал совмещать соревновательную деятельность с тренерской. В 1985 году стал чемпионом РСФСР, в 1987 году — призёром чемпионата СССР. 
После службы в армии вернулся в Шадринск и вместе с единомышленниками стали тренироваться в подвале Шадринского автомеханического техникума. В 1986 году тренер Вячеслав Медведев отбыл из Шадринска в Казахстан, и Юрий Боровских пообещал наставнику продолжить его дело, став основным тренером. 
Окончил Шадринский государственный педагогический институт, педагог по физической культуре.
В 2002 году был принят на работу в Школу высшего спортивного мастерства (ныне ГАУ «Центр спортивной подготовки Курганской области») — был старшим тренером сборной Курганской области.
За период работы им подготовлено 3 мастера спорта международного класса, более 30 мастеров спорта.
Среди его воспитанниц мастер спорта России международного класса, двукратная чемпионка России, рекордсменка России, призёр чемпионата Азии и серебряный призёр XXIX летних Олимпийских игр в Пекине Алла Важенина и мастер спорта России международного класса, пятикратная чемпионка России, двукратный призёр чемпионатов Европы, призёр чемпионата Азии Светлана Черемшанова.
В 2016—2018 годах работал тренером-преподавателем в Санкт-Петербургском государственном бюджетном образовательном учреждении дополнительного образования детей «Специализированная детско-юношеская спортивная школа олимпийского резерва по тяжелой атлетике «Атлетический клуб имени В.Ф. Краевского» (с 29 декабря 2017 года — Санкт-Петербургское государственное бюджетное учреждение Спортивная школа олимпийского резерва силовых видов спорта имени В.Ф. Краевского), отделение тяжелой атлетики в посёлке Тярлево города Санкт-Петербурга, тренировал мастера спорта России Анастасию Руслановну Анзорову (род. 22.04.1996).

## Награды и звания
- Заслуженный тренер Республики Казахстан
- Мастер спорта СССР по тяжёлой атлетике, 1983 год
- Мастер спорта СССР международного класса, 1985 год
- Отличник физической культуры и спорта
- Благодарственные письма Губернатора Курганской области и Главы Администрации города Шадринска
- Неоднократно становился победителем областного смотра-конкурса «Лучший тренер года».